# 津原泰水
津原 泰水（つはら やすみ、男性、1964年9月4日 - 2022年10月2日）は、日本の小説家。広島県広島市西区己斐出身。別名義に津原 やすみがある。
広島県出身の被爆二世である。弟はイラストレーターの村田修。

## 人物
1989年のデビューから1996年まで、津原やすみ名義で少女小説を執筆した。
津原泰水と名義を変えてのちは主に、幻想小説、怪奇・ホラー小説、SF、ミステリなどの執筆活動を行っていた。
少年時代よりロック音楽に傾倒しており、近年でも大学時代から続けるアマチュアバンド「ラヂオデパート」のボーカル、各種弦楽器、作詞作曲担当としてライブハウスに出演している。著作においても音楽が重要なモチーフとして用いられることが多い。
アメリカの作家ジョナサン・キャロルを敬愛しており、彼の短篇集である創元推理文庫版『パニックの手』に解説を寄せている。2016年、未訳作品の翻訳について許諾を得たと発言しているが、出版が実現することはなかった。
2020年度、法政大学大学院客員教授として、人文科学研究科・日本文学専攻「作家特殊研究」を担当した。

## 作品の特徴
ジャンルは怪奇小説、SF小説、推理小説、青春小説、恋愛小説と多岐に亘る。本人はしばしば「すべて広義の幻想小説である」と発言している。
文体は作品ごとに使い分けられ、改行の多い少女の一人称から、版面率の極めて高い三人称までまちまちである。その振れ幅は『綺譚集』などの短篇集において顕著に見られる。
雰囲気もコメディからエログロまで幅があり、「白津原」「黒津原」と分類されることがある。
文章表現に定評がある。小説家としてのデビュー前から文章を評価されてきたことは本人もしばしば発言しており、その評価に立脚して意識的にさまざまな文章表現の研究を重ねている様が、あとがきやインターネットなどでの発言に見られる。近作では明治期の文体を模した作品（『夢分けの船』）、敢えて平易な表現を重ねた作品（『飼育とその技能』）などがある。
著作には私小説そのものは存在しないが、作品の一部について、実体験や実話をそのまま描いたものであると語ることがしばしばある。「土の枕」（『11 eleven』収載）、「病の夢の病の」（『猫ノ眼時計』収載）、「聖戦の記録」（『綺譚集』収載）、『ブラバン』の一部エピソードなど。『ブラバン』は「自伝的」と称される。
装丁に対する意識が強い。印刷会社での勤務経験を活かし、自ら装丁に関与することも多い。

## デビュー、再デビュー（名義変更）の経緯
大学在学中から、ライターとして編集プロダクションでアルバイトをしていた。卒業後は印刷会社に就職したものの短期間で退職し、かつてのアルバイト先に舞い戻る。この事務所への依頼に応じて書き上げたのが『星からきたボーイフレンド』であり、これが「津原やすみ」としてのデビューとなった。
平仮名を交えたこの名義は、編集部からの「女性だと誤解される余地を残してくれ」という要請に応じたもの。性別を明らかにしないまま少女小説の執筆を続けたが、やがて引退を考えるようになる。
その頃、新しく立ち上がった叢書の依頼に応じて着手されたのが、「津原泰水」としての再デビュー作となる『妖都』である。
しかし内容の過激さから、予定していた部署からの出版を拒否される。発表の目処のつかないまま完成した本作は、交友のあった綾辻行人より講談社の宇山日出臣へ推薦され、別部署からの出版が決定した。
2021年、少女小説合同誌『少女文学』への寄稿に於いて、25年ぶりに「津原やすみ」名義を用いている。

## 経歴
- 広島県広島市生まれ[4]。広島市立己斐小学校[4]、広島市立己斐中学校[4]、広島県立広島観音高等学校を経て[4]、青山学院大学国際政治経済学部卒。在学中は推理小説研究会に所属、会長も務めた[20]。
- 1989年、少女小説『星からきたボーイフレンド』（津原やすみ名義）でデビュー。また3年間、代々木アニメーション学院にて特別講師を務めた[21]。
- 1996年、津原泰水としての執筆活動を開始。津原やすみとしては、12月に刊行された『ささやきは魔法』が最後の著作となる。
- 1997年、長編『妖都』を上梓。津原やすみ名義の作品が北京語版・朝鮮語版で発売される。
- 2003年、『少年トレチア』で第56回日本推理作家協会賞長編及び連作短編集部門候補。
- 2006年、高校時代の吹奏楽部での経験をもとにした『ブラバン』を発表。ベストセラーとなる。
- 2010年、尾崎翠原作の『琉璃玉の耳輪』を上梓。翌年には尾崎翠フォーラムにて講演を行う（講演録は文庫版に収録）。『バレエ・メカニック』で第41回星雲賞日本長編部門候補。
- 2011年、「五色の舟」「テルミン嬢」（ともに『11 eleven』所収）により、第42回星雲賞日本短篇部門候補。『ブラバン』で第1回広島本大賞候補。
- 2012年、『11 eleven』で第2回Twitter文学賞国内部門1位。
- 2014年、近藤ようこにより漫画化された『五色の舟』が第18回文化庁メディア芸術祭マンガ部門大賞[22]。
- 2016年、『ヒッキーヒッキーシェイク』でSUGOI JAPAN AWARD 2017 エンタメ部門候補、第33回織田作之助賞最終候補[23]。
- 2021年、米ワシントンカレッジ発行の文芸誌に掲載された短編「約束」（『綺譚集』収録、Toshiya Kamei翻訳）が Pushcart Prize候補。
- 2022年10月2日、病気のため死去[5][24]。58歳没。かねてより闘病中だったという[25]。
- 2023年、第43回日本SF大賞功績賞を受賞[26]。

## ランキング

### SF・ランキング
- 2010年、『バレエ・メカニック』、SFが読みたい！国内篇3位。
- 2011年、「テルミン嬢」（『11 eleven』所収）、SFマガジン読者賞国内部門3位。
- 2014年、「五色の舟」（『11 eleven』所収）、SFマガジン700号記念企画「オールタイム・ベストSF」国内短篇部門1位。

### ミステリ・ランキング
- 1999年、『蘆屋家の崩壊』、このミステリーがすごい！14位、週刊文春ミステリーベストテン21位。
- 2001年、『ペニス』、週刊文春ミステリーベストテン24位。
- 2004年、『ルピナス探偵団の当惑』、本格ミステリベストテン24位。
- 2009年、『バレエ・メカニック』、AXNミステリー闘うベストテン2位。
- 2010年、『琉璃玉の耳輪』、このミステリーがすごい！17位、AXNミステリー闘うベストテン8位。
- 2011年、『11 eleven』、このミステリーがすごい！12位、週刊文春ミステリーベストテン12位、ミステリが読みたい！7位、AXNミステリー闘うベストテン2位。

### 本屋大賞
- 2007年、『ブラバン』で本屋大賞13位。
- 2012年、『11 eleven』で本屋大賞15位。

## 文章講座
1990年代には代々木アニメーション学院ジュニアノベルズ科で約3年間（週1回）ゲスト講師を勤めた。
2015年にはアップルシード・エージェンシー主宰「小説講座『忘れられない小説を書く―最前線の技巧―』」（全6回）
、2018年からはよみうりカルチャー恵比寿にて「作家・津原泰水が教える文章術」（月2回）、2021年には同よみうりカルチャーにてZOOMを利用したオンライン講座「作家・津原泰水の『隠し立てしない創作講義』」（全6回）を開講した。
2019年、「文章講座」において、同人誌として発行された受講生の作品集に、幽明志怪シリーズの新作短篇を寄稿している（当該項目参照）。

### 受講生、元受講生
梅村崇 - 代々木アニメーション学院での教え子。後に共著している。
霧海正悟 - 代々木アニメーション学院での教え子。霧海の筆名は津原の考案。
室井佑月 - 代々木アニメーション学院での教え子。卒業後、山村正夫に紹介したのは津原であるという。
南木義隆 - 2015年「小説講座」受講生。デビュー作「月と怪物」は、「土の枕」の影響下に書かれたものという 。
蒲生竜哉 - 2015年「小説講座」受講生。
金子ユミ - 2018年から開講している「文章講座」受講生。

## 交友関係
近年では交友の確認できない人物、交友の途絶が確認されている人物もあるが、エピソードを付しまとめて記す。
上杉裕世（マットペインティング・アーティスト） - 小中高を通じての同級生。現在（2014年）に至るまで交流が続いている。『ブラバン』の、高校時代の主人公が友人から法王の説教に誘われる場面は、上杉が津原を誘って出向いた事実に基づいて描かれている。
金子國義（洋画家）- 再デビュー作『妖都』装丁に端を発する親密な交流が知られる。『ピカルディの薔薇』、『エロティシズム12幻想』の装丁も金子による。また反対に、津原が金子の著作の監修を手掛けることもあった。金子の死去時には津原は連名喪主を務めている。
四谷シモン（人形作家）- 金子國義を交えての親密な交流が知られる（知り合うに至ったきっかけは別個）。『バレエ・メカニック』文庫版、『11 eleven』表紙には四谷の作品の写真が使われている。
小中千昭（脚本家） - 再デビュー作『妖都』のモチーフは小中による（小中の原案をそれぞれに書くという企画であったが、小中版は多忙のため頓挫）。2013年頃には、津原、小中、津原の担当編集者の3人でバンド活動を行なっていた。
クラウス・フォアマン（ベーシスト／画家）（ジョン・レノン、ジョージ・ハリスンらを支え、ビートルズ『リボルバー』のジャケットも手がけた） - 金子國義の伝手で、日本での回顧展企画の相談を受けたことからの繋がり。『ヒッキーヒッキーシェイク』（幻冬舎版）に書き下ろしの表紙画を提供されている。原画は津原が購入。また『音楽は何も与えてくれない』にも寄稿がある。
本多正一 - 青山学院大学での同期生。
喜国雅彦 - 随想集の帯文では「親友」と附記されている。津原・綾辻・喜国の3人でフォークグループを組んでいる旨1999年のWeb日記に記述がある。
（小説家）
青山えりか - 少女小説時代の著作のあとがきにたびたび言及が見られる。
綾辻行人 - 再デビュー作『妖都』の執筆に協力、また脱稿時には綾辻の推薦により講談社より刊行の運びとなった。刊行後の「メフィスト」誌上での鼎談において、交流はニフティサーブでの津原の発言がきっかけで始まったものと語られている。津原・綾辻・喜国の3人でフォークグループを組んでいる旨1999年のWeb日記に記述がある。
井上雅彦 - 幽明志怪シリーズの登場人物のモデルとなり、単行本刊行の際には添書きを寄せている。後に交流は途絶している。
風見潤 - 青山学院大学推理小説研究会での先輩にあたる。津原は風見の訃報を受けた顛末を、ほぼ実話のままに小説化している（『猫ノ眼時計』所収）。
菊地秀行 - 青山学院大学推理小説研究会での先輩にあたる。
北原尚彦 - 青山学院大学推理小説研究会での先輩にあたる。少女小説時代の著作のあとがきにも言及が見られる。
桐野夏生 - 一時期近所に住んでいた。当時の交友については河出書房「文藝」2008年春号〈特集・桐野夏生〉への寄稿に詳しい。花見に同行したことが2000年のWeb日記に書かれている。
篠田節子 - 山村正夫門下時代からの交友。
清水博子 - 同じ編集者に担当されたのを機に交友が始まり、清水の死去まで親しい付き合いが続いた。
竹河聖 - 青山学院大学推理小説研究会での先輩にあたる。
茶木則雄 - 青山学院大学推理小説研究会での先輩にあたる。
日暮雅通 - 青山学院大学推理小説研究会での先輩にあたる。
皆川ゆか - 少女小説時代の著作のあとがきにたびたび言及が見られる。桜桃書房での津原の執筆は皆川の紹介による。また『SF Japan』での皆川の執筆は津原の推挙による。
山村正夫 - 津原が在籍していた時期の青山学院大学推理小説研究会の実質的顧問であった。「師匠」「門下」との発言がたびたび見られる。
花村萬月 - 津原を面倒な人物と評しながらも、津原と見城徹が対立した際は、見城の編集者としての姿勢を徹底的に批判した。
紅玉いづき - 2020年、時事通信社『大人だって読みたい！少女小説ガイド』刊行記念イベントにて面識を得、紅玉主催の少女小説合同誌『少女文学』に2021年より寄稿。また2021年に発行した同人誌版『五月物語』『五月日記』の編集・頒布に於いて多大な協力を得ている。

## 作品リスト

### 津原泰水名義

#### 幽明志怪シリーズ
- 蘆屋家の崩壊（1999年6月 集英社 / 2002年3月 集英社文庫 / 2012年7月 ちくま文庫）
  - 収録作品：反曲隧道 / 蘆屋家の崩壊 / 猫背の女 / カルキノス / 超鼠記（集英社文庫版のみ） / ケルベロス / 埋葬虫 / 奈々村女史の犯罪（ちくま文庫版のみ） / 水牛群
- ピカルディの薔薇（2006年11月 集英社 / 2012年7月 ちくま文庫）
  - 収録作品：夕化粧 / ピカルディの薔薇 / 超鼠記（文庫版のみ） / 籠中花 / フルーツ白玉 / 夢三十夜 / 甘い風 / 枯れ蟷螂（文庫版のみ） / 新京異聞
- 猫ノ眼時計（2012年7月 筑摩書房 / 2015年11月 ちくま文庫）
  - 収録作品：日高川 / 玉響 / 病の夢の病の（文庫版のみ） / 城と山羊 / 続・城と山羊 / 猫ノ眼時計

#### ルピナス探偵団シリーズ
- ルピナス探偵団の当惑（2004年3月 原書房 ミステリー・リーグ / 2007年6月 創元推理文庫）
  - 収録作品：冷えたピザはいかが / ようこそ雪の館へ / 大女優の右手
- ルピナス探偵団の憂愁（2007年12月 創元クライム・クラブ / 2012年12月 創元推理文庫）
  - 収録作品：百合の木陰 / 犬には歓迎されざる / 初めての密室 / 慈悲の花園
- ルピナス探偵団の情熱  - 東京創元社Webミステリーズ！にて連載中（2019年現在）

#### たまさか人形堂シリーズ
- たまさか人形堂物語（2009年1月 文藝春秋 / 2011年8月 文春文庫）
  - 【改題】たまさか人形堂ものがたり（2022年4月 創元推理文庫）
    - 収録作品：毀す理由 / 恋は恋 / 村上迷想 / 最終公演 / 回想ジャンクション（創元推理文庫版のみ） / ガブ / スリーピング・ビューティ
- たまさか人形堂それから（2013年5月 文藝春秋 / 2016年2月 文春文庫 / 2022年7月 創元推理文庫）
  - 収録作品：香山リカと申します / 髪が伸びる / 小田巻姫 / ピロシキ日和 / 雲を越えて / 戯曲 まさかの人形館（創元推理文庫版のみ）

#### 長篇
- 妖都（1997年11月 講談社 / 2001年6月 講談社文庫 / 2019年11月 ハヤカワ文庫JA）
- ペニス（2001年4月 双葉社 / 2004年3月 双葉文庫 / 2020年1月 ハヤカワ文庫JA）
- 少年トレチア（2002年2月 講談社 / 2005年2月 集英社文庫 / 2020年4月 ハヤカワ文庫JA）
- アクアポリスQ（2006年1月 朝日新聞社）
- 赤い竪琴（2005年1月 集英社 / 2009年9月 創元推理文庫）
- ブラバン（2006年9月 バジリコ / 2009年10月 新潮文庫）
- バレエ・メカニック（2009年9月 早川書房 / 2012年1月 ハヤカワ文庫JA）
- 琉璃玉の耳輪（2010年9月 河出書房新社 / 2013年7月 河出文庫） ※原案:尾崎翠
- クロニクル・アラウンド・ザ・クロック（2012年11月-2014年1月 新潮文庫 [3分冊] / 2015年12月 河出書房新社）
- ヒッキーヒッキーシェイク（2016年5月 幻冬舎 / 2019年6月 ハヤカワ文庫JA）
- エスカルゴ兄弟（2016年8月 KADOKAWA）
  - 【改題】歌うエスカルゴ（2017年11月 ハルキ文庫）
- 夢分けの船（2023年10月 河出書房新社）
- 羅刹国通信（2024年4月 東京創元社）

#### 短篇集（シリーズ外）
- 綺譚集（2004年8月 集英社 / 2008年12月 創元推理文庫）
  - 収録作品：天使解体 / サイレン / 夜のジャミラ / 赤假面傳 / 玄い森の底から / アクアポリス / 脛骨 / 聖戦の記録 / 黄昏抜歯 / 約束 / 安珠の水 / アルバトロス / 古傷と太陽 / ドービニィの庭で / 隣のマキノさん
- 11 eleven （2011年6月 河出書房新社 / 2014年4月 河出文庫）
  - 収録作品：五色の舟 / 延長コード / 追ってくる少年 / 微笑面・改 / 琥珀みがき / キリノ / 手 / クラーケン / YYとその身幹 / テルミン嬢 / 土の枕

#### エッセイ
- 音楽は何も与えてくれない（2014年5月 幻冬舎）

#### ノベライズ
- 悪い男（2005年5月 バジリコ） ※キム・ギドク監督の同名映画をノベライズ。

#### アンソロジー（編纂）
- 十二宮12幻想（2000年2月 エニックス / 2002年5月 講談社文庫）
- エロティシズム12幻想（2000年2月 エニックス / 2002年3月 講談社文庫）
- 血の12幻想（2000年5月 エニックス / 2002年4月 講談社文庫）
- たんときれいに召し上がれ　美食文学精選（2015年1月 藝術新聞社）

#### アンソロジー収録作品（単著未収録）
- 「ちまみれ家族」『血の12幻想』（2000年5月 エニックス / 2002年4月 講談社文庫）、『日本SFの臨界点［怪奇篇］ ちまみれ家族』（2020年7月 ハヤカワ文庫JA）【再録】
- 「音の連続と無窮変奏（槐多カプリチオ）」『村山槐多耽美怪奇全集 伝奇ノ匣4』（2002年11月 学研M文庫）※部分を改稿し『綺譚集』に「赤假面傳」として収録
- 「淫魔季」『エロチカ eRotica』（2004年3月 講談社）
- 「エリス、聞えるか?」『NOVA+ 屍者たちの帝国 書き下ろし日本SFコレクション』（2015年10月 河出文庫）
- 「戯曲　中空のぶどう」『NOVA 2019年秋号 書き下ろし日本SFコレクション』（2019年8月 河出文庫）
- 「エルビスさんの帽子」『エビス・ラビリンス』（2019年11月 同人誌）※津原泰水文章講座発行の同人誌への寄稿。幽明志怪シリーズの新作。
- 「カタル、ハナル、キユ」『ポストコロナのSF』（2021年4月 ハヤカワ文庫JA）、『ベストSF2022』（2022年8月 竹書房）【再録】
- 「I, Amabie」『スカートのアンソロジー』（2021年8月 光文社）

#### 書籍未収録作品
- イハイトの爪 （「CYBIZ」1996年8月号） ※PDFファイル短編集『†』に収録。「津原泰水」名義での最初の著作。
- 指輪物語 予告篇 （「ダ・ヴィンチ」2002年7月号／メディアファクトリー）
- The Scripture 聖典（「SF Japan」vol.10／徳間書店）　※瀬名秀明、牧野修、森奈津子、山田正紀、吉川良太郎との合作。津原が執筆した部分は『アクアポリスQ』へ組み込まれている。
- 也寸美くんと朧月、也寸美くんの祝辞、インタビュウ、也寸美くん名演技（「ミステリーズ!」／東京創元社）
- 斜塔から来た少女 （「アレ!」Vol.2）
- 幻獣たち（「ホラーウェイヴ」01／1998年7月／ぶんか社） ※全3話一挙掲載。第1話のみ「夜のジャミラ」と改題、若干の修正を加え『綺譚集』に収録。
- 飼育とその技能（「小説すばる」2016年7月号／集英社)　※中篇。長篇作品として同題のまま改稿したものをホーム社にて連載中（2020年現在）（別項参照）。
- 雲雀よ雲雀（「ハヤカワミステリマガジン」2019年9月号／早川書房）※歌詞
- タンカー'69（「ハヤカワミステリマガジン」2019年9月号／早川書房）※歌詞
- キャプテンとブラッキー（「ハヤカワミステリマガジン」2019年9月号／早川書房）※歌詞
- 津原泰水の眼高手低（「ベースマガジン」／リットー・ミュージック）※音楽コラム、2019年連載終了。

#### 未完作品
- 『ハウンド』 第1回 - 第2回（小説現代増刊メフィスト／1998年／講談社）
- 『きら』「きら」「流星雨まで」（小説現代／2002年／講談社）
- 『百歳の少年』（Twitter／2009-2010年）
- 『あやしよしとし-絵解き「新形三十六怪撰」』（Web連載／藝術新聞社）
- 『エスカルゴ兄弟　漂泊のアドリアーナ』（東京ウォーカー＋No.29、30／2016年／KADOKAWA） ※続篇。全4回短期連載予定であったが2回で中断。

#### 連載中の作品(2020年現在)
- 飼育とその技能（ホーム社Web） ※「小説すばる」にて発表した中篇を長篇作品として同題のまま改稿。
- ルピナス探偵団の情熱（東京創元社Webミステリーズ！）

### 津原やすみ名義

#### 講談社X文庫ティーンズハート
- 『あたしのエイリアン』シリーズ
  - 星からきたボーイフレンド（1989年5月）
  - 地球に落ちてきたイトコ（1989年6月）
  - ボクの理科室へおいで（1989年10月）
  - 夢の中のダンス（1990年1月）
  - パーフェクト・キッス（1990年3月）
  - 恋のペーパーチェイス（1990年5月）
  - おぼつき海岸の流れ星伝説（1990年8月）
  - 初恋のリフレイン（1990年10月）
  - 身勝手なヒロイン（1991年1月）
  - ふたりと美少年とエトセトラ（1991年4月）
  - 五月物語（1991年7月）（※同人誌版2021年11月発行）
  - 五月日記（1991年10月）（※同人誌版2021年11月発行）
  - 悲しみがいっぱい（1992年8月）
  - アイドル誘拐プラン〈上・下巻〉（1992年12月、1993年1月）
  - 恋愛国の恋愛姫（1993年6月）
  - 抱きしめてエンジェル（1993年11月）
  - 素顔にKISSして（1994年4月）
- 『あたしのエイリアンEX』シリーズ
  - ポケットに星をつめて（1995年2月）
  - ユニコーンがいた朝（1995年7月）
  - ふたりだけのウェディング（1995年11月）
  - エトランゼに花束（1996年7月）
- 『ルピナス探偵団』シリーズ

- うふふ♡ルピナス探偵団（1994年9月）（「冷えたピザはいかが」と改題・全面改稿され『ルピナス探偵団の当惑』に収録）
- ようこそ雪の館へ（1995年3月）（全面改稿され『ルピナス探偵団の当惑』に収録）

- 天使の見つけ方教えて（1994年7月）
- お菓子の家で恋がはじまる（1996年2月）
- ささやきは魔法（1996年12月）

#### 講談社X文庫ホワイトハート
- ロマンスの花束（1992年3月）

#### 桜桃書房Eclips novel
- 『月の庭園』シリーズ
  - 月の庭園 -英華-（1993年3月）
  - 月の庭園 -笛吹-（1994年1月）

#### 小学館キャンバス文庫
- 海の13（1993年12月）

#### 未完・書籍未収録作品
- 「毎日がハロウィン」 第1回 - 第12回（ポピー ラポール）　※少女小説。小学生向けの通信教育のテキストでの連載[49][50]
- 「棕櫚の木の下で」（小説FUDGE）
- 「尻尾のはえた天使」（徳間書店 月刊マンガボーイズ）※漫画原作。作画：きさらぎ曖
- 「恋するマスク警察」（同人誌「少女文学 第四号」[51]／2021年5月）
- 「金魚姫」※詩（同人誌「少女文学 第五号」[52]／2022年5月）
- 「リサイクル（亀井省吾の場合）」（同人誌「少女文学 第五号」[52]／2022年5月）

### 百武星男名義
- 小説スターオーシャン セカンドストーリー〈上・下巻〉（1998年11月 エニックス Game novels）
- 小説レガイア伝説（1999年5月 エニックスGame novels）

　※どちらも梅村崇との共著となっているが、『レガイア伝説』には執筆はしていない。

## CD

### シングル
- 『きっと食べてね』※ヌートリアス名義。ネットで販売

## 海外での刊行
以下の著作は海外での翻訳版の刊行が確認されている。
- 津原やすみ名義作品（北京語版・朝鮮語版、1997年刊行。著者名は「津原靖美」と表記されている場合がある）
- 『赤い竪琴』（韓国、2009年刊行）[54]
- 『ルピナス探偵団』シリーズ（韓国、2009年刊行）（台湾）[55][56]
- 『蘆屋家の崩壊』（韓国、2009年刊行）[55][56]
- 『11 eleven』（韓国）[56]
- 「約束」（米国、2020年、Washington College発行「cherry tree」vol.6掲載）※英訳[57]
- 『たまさか人形堂物語』（イタリア、2020年刊行／2021年再録）[58][59][60]
- 「反曲隧道」（台湾、2020年、ASYMPTOTEJOURNAL.COM掲載）[61]　※英訳
- 「隣のマキノさん」（米国、2020年、「Storm Cellar」8.3掲載）※英訳
- 「アクアポリス」（米国、2022年、「Gargoyle Magazine #75」掲載）※英訳
- 『たまさか人形堂それから』（イタリア、2022年刊行）[62]

また、2018年9月には中国での長春SFサミットに招聘され、中日SF親善大使に任命された（任期5年）。